# Einfach-gleichmäßige Konvergenz
Die einfach-gleichmäßige Konvergenz und die damit eng verwandte quasi-gleichmäßige Konvergenz sind zwei historische und nicht einheitlich verwendete Konvergenzbegriffe für Funktionenfolgen aus dem mathematischen Teilgebiet der Analysis. Man geht dabei der Frage nach, welches Konvergenzhalten bei einer Funktionenfolge vorliegen muss, damit Stetigkeitseigenschaften der Folgenglieder auf die Grenzfunktion übertragen werden, wobei man nicht nur hinreichende Bedingungen sucht, sondern sogar äquivalente Formulierungen anstrebt. In modernen Darstellungen der Analysis spielen diese Begriffe keine Rolle mehr.

## Fragestellungen
Wir betrachten ein festes Intervall reeller Zahlen {\displaystyle [a,b]\subset \mathbb {R} }, darauf eine Folge von Funktionen {\displaystyle f_{n}\colon [a,b]\rightarrow \mathbb {R} }, eine weitere Funktion {\displaystyle f\colon [a,b]\rightarrow \mathbb {R} } und untersuchen die Konvergenz der Folge {\displaystyle (f_{n})_{n\in \mathbb {N} }} gegen {\displaystyle f}.
Frage 1: Wenn alle {\displaystyle f_{n}} in einem festen Punkt {\displaystyle c\in [a,b]} stetig sind, wie muss die Konvergenz beschaffen sein, damit auch {\displaystyle f} in diesem Punkt stetig ist?
Frage 2: Wenn alle {\displaystyle f_{n}} auf ganz {\displaystyle [a,b]} stetig sind, wie muss die Konvergenz beschaffen sein, damit auch {\displaystyle f} auf dem gesamten Intervall stetig ist?
Betrachten wir die punktweise Konvergenz {\displaystyle f_{n}\to f}, das heißt für jedes {\displaystyle x\in [a,b]} konvergiert die Folge {\displaystyle (f_{n}(x))_{n\in \mathbb {N} }} reeller Zahlen gegen die reelle Zahl {\displaystyle f(x)}, so erweist sich dieser Konvergenzbegriff für beide Fragen als zu schwach: es gibt Folgen {\displaystyle (f_{n})_{n\in \mathbb {N} }} stetiger Funktionen, die punktweise gegen eine unstetige Funktion {\displaystyle f} konvergieren. Zum Verständnis späterer Formeln ist es instruktiv, die Bedingung zur punktweisen Konvergenz wiederzugeben:
{\displaystyle \forall x\in [a,b]\colon \forall \varepsilon >0\colon \exists N\in \mathbb {N} \colon \forall n\geq N\colon |f_{n}(x)-f(x)|<\varepsilon },
das heißt für jedes {\displaystyle x\in [a,b]} ist die Bedingung für die Konvergenz {\displaystyle \textstyle \lim _{n\to \infty }f_{n}(x)=f(x)} erfüllt. Das {\displaystyle N} in obiger Formel hängt von {\displaystyle x} und {\displaystyle \varepsilon } ab.
Bei der gleichmäßigen Konvergenz hingegen darf dieses {\displaystyle N} nicht explizit von {\displaystyle x} abhängen, sondern zu jedem {\displaystyle \varepsilon >0} ist ein höchstens von diesem {\displaystyle \varepsilon } abhängiges {\displaystyle N\in \mathbb {N} } zu finden, dass die Ungleichung {\displaystyle |f_{n}(x)-f(x)|<\varepsilon } simultan, das heißt gleichmäßig, für alle {\displaystyle x\in [a,b]} erfüllt, in Formeln:
{\displaystyle \forall \varepsilon >0\colon \exists N\in \mathbb {N} \colon \forall n\geq N\colon \forall x\in [a,b]\colon |f_{n}(x)-f(x)|<\varepsilon }.
Im Vergleich zur punktweisen Konvergenz hat sich also nur die Position des Formelteils {\displaystyle \forall x\in [a,b]} geändert. Es ist bekannt, dass die Grenzfunktion einer gleichmäßig konvergenten Folge stetiger Funktionen wieder stetig ist, so dass dieser Konvergenzbegriff für beide Fragen taugt, allerdings zu restriktiv ist, wie das folgende Beispiel zeigt.

## Beispiel

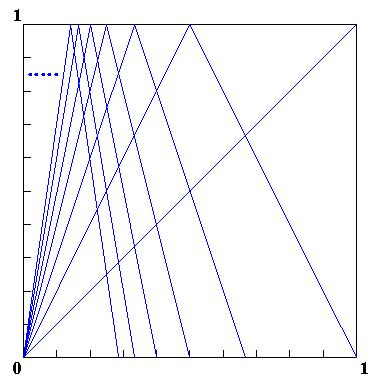
Die ersten Glieder der Folge

Betrachte die Funktionenfolge {\displaystyle (f_{n})_{n\in \mathbb {N} }} stückweise affin-linearer Funktionen auf dem Intervall {\displaystyle [0,1]}, die durch
{\displaystyle f_{n}(x)={\begin{cases}n\cdot x&{\text{falls }}0\leq x\leq {\tfrac {1}{n}}\\2-n\cdot x&{\text{falls }}{\tfrac {1}{n}}<x\leq {\tfrac {2}{n}}\\0&{\text{falls }}{\tfrac {2}{n}}<x\leq 1\end{cases}}}
definiert ist. Die Folge konvergiert punktweise gegen die Nullfunktion {\displaystyle f}. Im Punkt {\displaystyle x=0} ist das klar, da {\displaystyle f_{n}(0)=0} für alle {\displaystyle n\in \mathbb {N} } gilt. Für {\displaystyle x\in [0,1],x>0} (und {\displaystyle \varepsilon >0}) wähle {\displaystyle N>{\tfrac {2}{x}}}, dann ist {\displaystyle |f_{n}(x)-f(x)|=|0-0|=0<\varepsilon } für alle {\displaystyle n\geq N}. Hier kann das {\displaystyle N} sogar unabgängig von {\displaystyle \varepsilon } gewählt werden, aber nicht unabhängig von {\displaystyle x}.
Alle Funktionen, inklusive der Grenzfunktion, sind stetig. Die Konvergenz ist offenbar nicht gleichmäßig, denn für jedes {\displaystyle n\in \mathbb {N} } gilt {\displaystyle |f_{n}({\tfrac {1}{n}})-f(0)|=|1-0|=1}, das heißt für {\displaystyle 0<\varepsilon <1} kann obige Bedingung nicht erfüllt werden. Also ist die gleichmäßge Konvergenz für die Stetigkeit der Grenzfunktion eine zu starke Bedingung.

## Einfach-gleichmäßige Konvergenz in einem Punkt
Wir behandeln zunächst das in Frage 1 aufgeworfene Problem. Die hier vorgestellte Konvergenzart heißt in der unten angegebenen Literaturquelle „Hahn“ einfach-gleichmäßige Konvergenz, „Medvedev“ spricht von verallgemeinerter gleichmäßiger Konvergenz und „Bromwich“ verwendet den Begriff quasi-gleichmäßige Konvergenz und verweist darauf, dass bei früheren Autoren einfach-gleichmäßige Konvergenz üblich gewesen sei. Wir verwenden hier die von Hahn verwendeten Begrifflichkeiten mit leicht an die anderen Quellen angepassten Definitionen. Es seien {\displaystyle f_{n},f\colon [a,b]\rightarrow \mathbb {R} } wie oben und wir setzen generell voraus, dass die Folge der {\displaystyle f_{n}} punktweise gegen {\displaystyle f} konvergiert.
- Definition: Die Folge {\displaystyle (f_{n})_{n\in \mathbb {N} }} heißt einfach-gleichmäßig konvergent gegen {\displaystyle f} im Punkte {\displaystyle c\in [a,b]}, falls

{\displaystyle \forall \varepsilon >0\colon \forall N\in \mathbb {N} \colon \exists n\geq N\colon \exists \delta >0\colon \forall x\in [a,b]\cap [c-\delta ,c+\delta ]\colon |f_{n}(x)-f(x)|<\varepsilon }.
Zu jedem {\displaystyle \varepsilon >0} und zu jedem Folgenindex {\displaystyle N\in \mathbb {N} } gibt nach dieser Definition also eine (durch {\displaystyle \delta } beschriebene) Umgebung von {\displaystyle c} sowie einen größeren Folgenindex {\displaystyle n}, so dass sich {\displaystyle f_{n}} und {\displaystyle f} auf dieser Umgebung um weniger als {\displaystyle \varepsilon } unterscheiden. Damit kann man nun folgenden Satz beweisen.
- Satz: Es sei {\displaystyle c\in [a,b]} und alle {\displaystyle f_{n}} seien stetig in {\displaystyle c}. Die Grenzfunktion {\displaystyle f} ist genau dann stetig in {\displaystyle c}, wenn {\displaystyle (f_{n})_{n\in \mathbb {N} }} einfach-gleichmäßig in {\displaystyle c} konvergiert.

Da der Beweis nur wenig mehr als ein Instellungbringen der Definitionen ist, die dadurch verdeutlicht werden, soll er hier kurz wiedergegeben werden:
Sei zunächst {\displaystyle f} stetig in {\displaystyle c} und {\displaystyle \varepsilon >0} und {\displaystyle N\in \mathbb {N} } seien vorgegeben. Da {\displaystyle f} stetig in {\displaystyle c} ist, kann man ein {\displaystyle \delta >0} finden mit {\displaystyle |f(x)-f(c)|<{\tfrac {\varepsilon }{3}}} für alle {\displaystyle x\in [a,b]\cap [c-\delta ,c+\delta ]}. Wegen der punktweisen Konvegenz kann man ein {\displaystyle n>N} finden mit {\displaystyle |f_{n}(c)-f(c)|<{\tfrac {\varepsilon }{3}}} und da auch {\displaystyle f_{n}} stetig in {\displaystyle c} ist, kann man durch eventuelle Verkleinerung von {\displaystyle \delta >0} auch erreichen, dass {\displaystyle |f_{n}(x)-f_{n}(c)|<{\tfrac {\varepsilon }{3}}} für alle {\displaystyle x\in [a,b]\cap [c-\delta ,c+\delta ]}. Daraus folgt dann für alle {\displaystyle x\in [a,b]\cap [c-\delta ,c+\delta ]} die Abschätzung
{\displaystyle |f_{n}(x)-f(x)|\leq |f_{n}(x)-f_{n}(c)|+|f_{n}(c)-f(c)|+|f(c)-f(x)|<{\tfrac {\varepsilon }{3}}+{\tfrac {\varepsilon }{3}}+{\tfrac {\varepsilon }{3}}=\varepsilon },
das heißt, es liegt einfach-gleichmäßige Konvergenz in {\displaystyle c} vor.
Sei nun umgekehrt {\displaystyle (f_{n})_{n\in \mathbb {N} }} einfach-gleichmäßig konvergent in {\displaystyle c}. Zu vorgegebenem {\displaystyle \varepsilon >0} gibt es wegen der punktweisen Konvergenz ein {\displaystyle N\in \mathbb {N} }, so dass {\displaystyle |f_{n}(c)-f_{n}(c)|<{\tfrac {\varepsilon }{3}}} für alle {\displaystyle n\geq N}. Zu diesen {\displaystyle \varepsilon } und {\displaystyle N} gibt es nach Voraussetzung ein {\displaystyle \delta >0} und ein {\displaystyle n\geq N} mit {\displaystyle |f_{n}(x)-f(x)|\leq {\tfrac {\epsilon }{3}}} für alle {\displaystyle x\in [a,b]\cap [c-\delta ,c+\delta ]}. Da {\displaystyle f_{n}} in {\displaystyle c} stetig ist, kann man durch eventuelle Verkleinerung von {\displaystyle \delta >0} auch erreichen, dass {\displaystyle |f_{n}(x)-f_{n}(c)|<{\tfrac {\varepsilon }{3}}} für alle {\displaystyle x\in [a,b]\cap [c-\delta ,c+\delta ]}. Damit hat man für alle solche {\displaystyle x} die Abschätzung
{\displaystyle |f(x)-f(c)|\leq |f(x)-f_{n}(x)|+|f_{n}(x)-f_{n}(c)|+|f_{n}(c)-f(c)|<{\tfrac {\varepsilon }{3}}+{\tfrac {\varepsilon }{3}}+{\tfrac {\varepsilon }{3}}=\varepsilon },
und wir haben die Stetigkeit von {\displaystyle f} in {\displaystyle c} nachgewiesen. q. e. d.
Indem man die {\displaystyle \varepsilon {\text{-}}\delta }-Logik in obiger Definition durch Folgen ausdrückt, erhält man die in „Hahn“ verwendete Definition:
- Alternative Definition: Die Folge {\displaystyle (f_{n})_{n\in \mathbb {N} }} heißt einfach-gleichmäßig konvergent gegen {\displaystyle f} im Punkte {\displaystyle c\in [a,b]}, falls

{\displaystyle \forall \varepsilon >0\colon \forall N\in \mathbb {N} \colon \exists n\geq N\colon \forall {\text{ Folgen }}(c_{k})_{k}{\text{ in }}[a,b]{\text{ mit }}c_{k}\rightarrow c\colon \exists K\in \mathbb {N} \colon \forall k>K\colon |f_{n}(c_{k})-f(c_{k})|<\varepsilon }.

## Quasi-gleichmäßige Konvergenz einer Folge
Wir wenden uns nun der Frage 2 zu. Was die Literaturquelle „Hahn“ (eigentlich) quasi-gleichmäßige Konvergenz nennt, heißt in „Medvedev“ Arzelà-quasi-gleichmäßige Konvergenz. Als Obervoraussetzungen seien {\displaystyle f_{n},f\colon [a,b]\rightarrow \mathbb {R} } wie oben und die Folge der {\displaystyle f_{n}} konvergiere punktweise gegen {\displaystyle f}.
- Definition: Die Folge {\displaystyle (f_{n})_{n\in \mathbb {N} }} heißt quasi-gleichmäßig konvergent gegen {\displaystyle f}, falls

{\displaystyle \forall \varepsilon >0\colon \forall N\in \mathbb {N} \colon \exists M>N\colon \forall x\in [a,b]\colon \exists n\in \{N,\ldots ,M\}\colon |f_{n}(x)-f(x)|<\varepsilon }.
Zu jeder Schranke {\displaystyle \varepsilon >0} und zu jedem Folgenindex {\displaystyle N\in \mathbb {N} } soll es also einen größeren Folgenindex {\displaystyle M} geben, so dass man zu jedem Intervallpunkt {\displaystyle x} unter den endlich vielen Funktionen {\displaystyle f_{N},\ldots ,f_{M}} eine finden kann, etwa {\displaystyle f_{n}}, die sich im Punkt {\displaystyle x} um weniger als {\displaystyle \varepsilon } von der Grenzfunktion unterscheidet. Dabei kann die zu wählende Funktion {\displaystyle f_{n}} von Punkt zu Punkt variieren, muss aber eine von den endlich vielen {\displaystyle f_{N},\ldots ,f_{M}} sein. Mit dieser Definition gilt:
- Satz: Alle {\displaystyle f_{n}} seien stetig. Die Grenzfunktion {\displaystyle f} ist genau dann stetig, wenn {\displaystyle (f_{n})_{n\in \mathbb {N} }} quasi-gleichmäßig konvergiert.

Wir wollen uns zunächst davon überzeugen, dass die Bedingung in obigem Beispiel erfüllt ist, denn in diesem ist die Grenzfunktion ja stetig. Mit den Bezeichnungen aus obigem Beispiel seien {\displaystyle \varepsilon >0} und {\displaystyle N\in \mathbb {N} } vorgegeben. Wähle ein  {\displaystyle M>N} mit {\displaystyle M>{\tfrac {2N}{\varepsilon }}}. Da die Grenzfunktion 0 ist, muss man zum Nachweis der Bedingung zu jedem {\displaystyle x\in [0,1]} ein {\displaystyle n\in \{N,\ldots ,M\}} finden, so dass {\displaystyle |f_{n}(x)|<\varepsilon } ist. Für {\displaystyle 0\leq x<{\tfrac {\varepsilon }{N}}} ist {\displaystyle |f_{N}(x)|\leq N\cdot {\tfrac {\varepsilon }{N}}=\varepsilon } und für {\displaystyle {\tfrac {\varepsilon }{N}}\leq x\leq 1} ist {\displaystyle x\geq {\tfrac {\varepsilon }{N}}\geq {\tfrac {2}{M}}}, so dass {\displaystyle |f_{M}(x)|=0<\varepsilon }. Also konvergiert {\displaystyle (f_{n})_{n}} quasi-gleichmäßig gegen die Nullfunktion. Von den endlich vielen Funktionen {\displaystyle f_{N},\ldots ,f_{M}} wurden bei diesen Überlegungen zwar nur zwei, nämlich die erste und die letzte, benötigt, aber man sieht sehr schön, wie die Wahl der Funktion von der Stelle {\displaystyle x} abhängt.
Der Beweis verdeutlicht wieder das Ineinandergreifen der Definitionen. Sei zunächst {\displaystyle f} stetig und seien {\displaystyle \varepsilon >0} und {\displaystyle N\in \mathbb {N} } vorgegeben. Wegen der vorausgesetzten punktweisen Konvergenz gibt es zu jedem {\displaystyle x\in [a,b]} einen Folgenindex {\displaystyle n_{x}>N} mit {\displaystyle |f(x)-f_{n_{x}}(x)|<\varepsilon }. Wegen der vorausgesetzten Stetigkeit der auftretenden Funktionen gilt die Ungleichung auch in einer relativ offenene Umgebung {\displaystyle U_{x}} von {\displaystyle x}. Da das Intervall {\displaystyle [a,b]} kompakt ist, wird es von endlich vielen dieser Umgebungen überdeckt, etwa {\displaystyle [a,b]=U_{x_{1}}\cup \ldots \cup U_{x_{k}}} für endlich viele {\displaystyle x_{1},\ldots ,x_{k}\in [a,b]}. Die Zahl {\displaystyle M:=\max\{n_{x_{1}},\ldots ,n_{x_{k}}\}>N} leistet das Verlangte, denn jedes {\displaystyle x\in [a,b]} liegt in einer der Umgebungen {\displaystyle U_{x_{j}}} und mit {\displaystyle n=n_{x_{j}}\in \{N,\ldots ,M\}} gilt nach Definition von {\displaystyle U_{x_{j}}} die Ungleichung {\displaystyle |f(x)-f_{n}(x)|<\varepsilon }. Daher liegt quasi-gleichmäßige Konvergenz vor.
Sei umgekehrt {\displaystyle (f_{n})_{n\in \mathbb {N} }} quasi-gleichmäßig konvergent gegen {\displaystyle f} und {\displaystyle c\in [a,b]} beliebig. Wir müssen zeigen, dass {\displaystyle f} in {\displaystyle c} stetig ist. Sei dazu {\displaystyle \varepsilon >0}. Wegen der punktweisen Konvergenz gibt es {\displaystyle N\in \mathbb {N} } mit {\displaystyle |f_{n}(c)-f(c)|<{\tfrac {\varepsilon }{3}}} für alle {\displaystyle n\geq N}. Wegen der vorausgesetzen quasi-gleichmäßigen Konvergenz gibt es ein {\displaystyle M>N} wie in obiger Definition. Da alle {\displaystyle f_{N},\ldots ,f_{M}} stetig sind und dies nur endlich viele Funktionen sind, gibt es ein {\displaystyle \delta >0}, so dass {\displaystyle |f_{n}(x)-f_{n}(c)|<{\tfrac {\varepsilon }{3}}} für alle {\displaystyle x\in [a,b]\cap [c-\delta ,c+\delta ]} und alle {\displaystyle n\in \{N,\ldots ,M\}}. Ist nun {\displaystyle x\in [a,b]\cap [c-\delta ,c+\delta ]}, so gibt es wegen der Bedingung zur quasi-gleichmäßigen Konvergenz ein {\displaystyle n\in \{N,\ldots ,M\}} mit {\displaystyle |f(x)-f_{n}(x)|<{\tfrac {\varepsilon }{3}}} und es folgt
{\displaystyle |f(x)-f(c)|\leq |f(x)-f_{n}(x)|+|f_{n}(x)-f_{n}(c)|+|f_{n}(c)-f(c)|<{\tfrac {\varepsilon }{3}}+{\tfrac {\varepsilon }{3}}+{\tfrac {\varepsilon }{3}}=\varepsilon },
das heißt {\displaystyle f} ist stetig in {\displaystyle c}. q. e. d.

## Bemerkungen

### Zur Darstellung
Die Literaturquellen „Medvedev“ und „Bromwich“ betrachten nur Funktionen auf einem Intervall,„Hahn“ hingegen behandelt den allgemeineren Fall von Funktionen auf Teilmengen eines metrischen Raums. Da die Verallgemeinerung auf metrische Räume bei den behandelten Konvergenzbegriffen zum einen einfach und zum zweiten für das Verständnis keinen Vorteil bietet, beschränkt sich dieser Artikel auf den vertrauteren Fall eines reellen Intervalls. „Medvedev“ und „Bromwich“ behandeln keine Funktionenfolgen, sondern punktweise konvergente Reihen. Das ist keine Einschränkung, denn Reihen sind Folgen ihrer Partialsummen und Folgen {\displaystyle (f_{n})_{n\in \mathbb {N} }} können als Reihen mit Summanden {\displaystyle f_{1},f_{2}-f_{1},f_{3}-f_{2},f_{4}-f_{3},\ldots } aufgefasst werden. Die Bezeichnungen wurden für diesen Artikel entsprechend modernisert und angepasst. Da die Beweise dadurch nicht so leicht zugänglich aber wegen ihrer Definitionsnähe instruktiv sind, wurden sie oben in adaptierter Form wiedergegeben.

### Historie
Die Beantwortung obiger Frage 1 geht historisch auf Ulisse Dini zurück, der konvergente Reihen auf Intervallen untersuchte und dabei den Begriff der einfach-gleichmäßigen Konvergenz einführte.
Die Antwort zu Frage 2 wird Cesare Arzelà zugeschrieben, „Medvedev“ spricht daher auch von Arzelà-quasi-gleichmäßiger Konvergenz.

### Verallgemeinerte gleichmäßge Konvergenz
Ein erster aber nicht zum Ziel führender Versuch zur Beantwortung der Frage 2 wäre, die lokale Bedingung, die durch das {\displaystyle \delta } in obiger Definition gegeben ist, einfach auf das gesamte Intervall auszudehnen. Man erhält dann die Bedingung:
{\displaystyle \forall \varepsilon >0\colon \forall N\in \mathbb {N} \colon \exists n\geq N\colon \forall x\in [a,b]\colon |f_{n}(x)-f(x)|<\varepsilon }.
„Medvedev“ nennt dies verallgemeinerte gleichmäßige Konvergenz (Bedingung B1) und weist darauf hin, dass diese Bedingung hinreichend für die Stetigkeit der Grenzfunktion ist, allerdings nicht notwendig. Diese Bedingung ist offenbar äquivalent zur Extistenz einer gleichmäßig konvergenten Teilfolge. Dies ist daher nicht äquivalent zur quasi-gleichmäßigen Konvergenz, denn das oben ausgeführte Beispiel besitzt keine gleichmäßig konvergente Teilfolge.